# Comuna Stoenești, Olt
Stoenești este o comună în județul Olt, Oltenia, România, formată numai din satul de reședință cu același nume.

## Istoric
Bulgarii s-au stabilit în sat între anii 1806–1814 și 1828–1834. În Registrul de evidență al populației din 1838 se înregistrează prezența a 60 de gospodării „sârbești” (bulgarii din Țările Române erau înregistrați drept sârbi în documentele vremii). Bulgarii din Stoenești au participat activ la revoluția din 1848. În timpul vizitei lui Gustav Weigand din 1898, două treimi din populație era bulgară. Weigand a inclus ulterior satul în atlasul său ca localitate cu populație bulgară. Potrivit datelor din diferite surse, populația bulgară provine din localitățile din jurul orașului Beala Slatina, din Sirakovo (zona Beala Slatina); Krușovene, Staverți și Hărleț (zona Rahova/Oreahovo); și Dolni Dăbnik, Mahalata și Slavovița (regiunea Plevna). Aproximativ 300 de familii locuiau în localitate la momentul cercetărilor de teren din 1969.

## Demografie
Componența etnică a comunei Stoenești
     Români (80,85%)
     Romi (12,66%)
     Alte etnii (0%)
     Necunoscută (6,49%)
Componența confesională a comunei Stoenești
     Ortodocși (93,09%)
     Alte religii (0,32%)
     Necunoscută (6,58%)
Conform recensământului efectuat în 2021, populația comunei Stoenești se ridică la 2.172 de locuitori, în scădere față de recensământul anterior din 2011, când fuseseră înregistrați 2.422 de locuitori. Majoritatea locuitorilor sunt români (80,85%), cu o minoritate de romi (12,66%), iar pentru 6,49% nu se cunoaște apartenența etnică. Din punct de vedere confesional, majoritatea locuitorilor sunt ortodocși (93,09%), iar pentru 6,58% nu se cunoaște apartenența confesională.

## Politică și administrație
Comuna Stoenești este administrată de un primar și un consiliu local compus din 11 consilieri. Primarul, Alexandru Damian[*], de la Partidul Social Democrat, este în funcție din 2012. Începând cu alegerile locale din 2024, consiliul local are următoarea componență pe partide politice:
|  | Partid                          | Consilieri | Componența Consiliului | Componența Consiliului | Componența Consiliului | Componența Consiliului | Componența Consiliului | Componența Consiliului | Componența Consiliului | Componența Consiliului |
|  | ------------------------------- | ---------- | ---------------------- | ---------------------- | ---------------------- | ---------------------- | ---------------------- | ---------------------- | ---------------------- | ---------------------- |
|  | Partidul Social Democrat        | 8          |                        |                        |                        |                        |                        |                        |                        |                        |
|  | Alianța pentru Unirea Românilor | 2          |                        |                        |                        |                        |                        |                        |                        |                        |
|  | Partidul Național Liberal       | 1          |                        |                        |                        |                        |                        |                        |                        |                        |